# Spanische Mannschaftsmeisterschaft im Schach 1988
Die spanische Mannschaftsmeisterschaft im Schach 1988 war die 32. Austragung dieses Wettbewerbes und wurde mit 24 Mannschaften ausgetragen. Meister wurde CA La Caja de Canarias, während sich der Titelverteidiger CE Vulcà Barcelona mit dem dritten Platz begnügen musste.
Zu den Mannschaftsaufstellungen siehe Mannschaftskader der spanischen Mannschaftsmeisterschaft im Schach 1988.

## Modus
Die 24 teilnehmenden Mannschaften spielten acht Runden im Schweizer System, die ersten Fünf qualifizierten sich direkt für die Endrunde der spanischen Mannschaftsmeisterschaft 1989. Gespielt wurde an vier Brettern, über die Platzierung entschied die Anzahl der Brettpunkte (ein Punkt für einen Sieg, ein halber Punkt für ein Remis, kein Punkt für eine Niederlage), anschließend die Buchholz-Wertung (Summe der von den Gegnern erreichten Brettpunkte).

## Termine und Spielort
Das Turnier wurde in Zamora ausgetragen.

## Abschlusstabelle
| Pl. | Verein                                        | Sp | G | U | V | Brett-P.  | Buchholz-Wert. |
| --- | --------------------------------------------- | -- | - | - | - | --------- | -------------- |
| 01. | CA La Caja de Canarias                        | 8  | 4 | 3 | 1 | 21,5:10,5 | 149            |
| 02. | CAC Labradores Sevilla                        | 8  | 6 | 0 | 2 | 21,0:11,0 | 146,5          |
| 03. | CE Vulcà Barcelona (M)                        | 8  | 6 | 1 | 1 | 20,5:11,5 | 148            |
| 04. | UGA Barcelona                                 | 8  | 5 | 1 | 2 | 20,5:11,5 | 146            |
| 05. | CA Centelles                                  | 8  | 5 | 1 | 2 | 19,0:13,0 | 147,5          |
| 06. | Centro Goya Las Palmas                        | 8  | 3 | 3 | 2 | 18,5:13,5 | 136            |
| 07. | CA Caja Alicante                              | 8  | 5 | 0 | 3 | 18,0:14,0 | 132,5          |
| 08. | Club 24 Madrid                                | 8  | 2 | 2 | 4 | 17,5:14,5 | 132,5          |
| 09. | Stadium Casablanca Zaragosa                   | 8  | 5 | 0 | 3 | 17,0:15,0 | 132,5          |
| 10. | Marlaxka XE                                   | 8  | 3 | 1 | 4 | 16,5:15,5 | 134            |
| 11. | C Penya d’Escacs Cerdanyola                   | 8  | 4 | 1 | 3 | 16,0:16,0 | 131            |
| 12. | CA Ensidesa Avilés                            | 8  | 4 | 2 | 2 | 15,5:16,5 | 131            |
| 13. | Peña Oromana Alcalá de Guadaira               | 8  | 2 | 1 | 5 | 15,5:16,5 | 118,5          |
| 14. | RC Regatas Santander                          | 8  | 4 | 0 | 4 | 15,0:17,0 | 125            |
| 15. | Universidad Nacional de Educación a Distancia | 8  | 2 | 5 | 1 | 15,0:17,0 | 106,5          |
| 16. | CA Polerio Menorca                            | 8  | 3 | 3 | 2 | 14,5:17,5 | 120,5          |
| 17. | Club Calahorrano de Ajedrez                   | 8  | 2 | 2 | 4 | 14,0:18,0 | 119,5          |
| 18. | CA Casco Antiguo Navarra                      | 8  | 2 | 1 | 5 | 14,0:18,0 | 115,5          |
| 19. | CA Alfonso X El Sabio                         | 8  | 2 | 3 | 3 | 14,0:18,0 | 112            |
| 20. | Círculo Ferrolán de Xadrez                    | 8  | 2 | 2 | 4 | 13,5:18,5 | 129            |
| 21. | Club Cacereño de Ajedrez                      | 8  | 3 | 1 | 4 | 13,5:18,5 | 116            |
| 22. | CA Zamora                                     | 8  | 0 | 4 | 4 | 12,0:20,0 | 113            |
| 23. | CA Bolas de Plata Ceuta                       | 8  | 1 | 2 | 5 | 11,0:21,0 | 111,5          |
| 24. | CA Hergauto Toledo                            | 8  | 1 | 1 | 6 | 10,5:21,5 | 119,5          |

Anmerkung: Die Abschlusstabelle ist wie in Ocho x Ocho aufgeführt angegeben. Nach der Summe der Einzelergebnisse hat der Club 24 Madrid 15,5 Brettpunkte, die Mannschaft der Universidad Nacional de Educación a Distancia 17 Punkte.

### Entscheidungen
|     | spanischer Mannschaftsmeister: CA La Caja de Canarias |
|     | qualifiziert für die Endrunde der spanischen Mannschaftsmeisterschaft 1989: CA La Caja de Canarias, CAC Labradores Sevilla, CE Vulcà Barcelona, UGA Barcelona, CA Centelles |
| (M) | Titelverteidiger |

## Fortschrittstabelle
| Platz | Mannschaft                                    | Kürzel | 1       | 2       | 3       | 4       | 5       | 6       | 7       | 8       |
| ----- | --------------------------------------------- | ------ | ------- | ------- | ------- | ------- | ------- | ------- | ------- | ------- |
| 1     | CA La Caja de Canarias                        | CANR   | STCZ 4  | CPEC 4  | VBCN 2  | CLBR 3  | UGAB 2  | CTLL 1½ | CGLP 2  | MRLX 3  |
| 2     | RC Labradores Sevilla                         | CLBR   | POLM 3½ | CALI 2½ | C24M 3½ | CANR 1  | VBCN 1½ | STCZ 3½ | CTLL 3  | UGAB 2½ |
| 3     | CE Vulcà Barcelona                            | VBCN   | RGST 3½ | CGLP 3  | CANR 2  | CTLL 2½ | CLBR 2½ | UGAB 1  | ENSA 3½ | STCZ 2½ |
| 4     | UGA Barcelona                                 | UGAB   | CLHR 3  | ORSE 3  | CTLL 1½ | CALI 3½ | CANR 2  | VBCN 3  | MRLX 3  | CLBR 1½ |
| 5     | CA Centelles                                  | CTLL   | CFXA 3  | MRLX 3  | UGAB 2½ | VBCN 1½ | ENSA 3½ | CANR 2½ | CLBR 1  | CGLP 2  |
| 6     | Centro Goya Las Palmas                        | CGLP   | ZAMO 4  | VBCN 1  | CALI 1½ | C24M 2  | CPEC 2½ | CFXA 3½ | CANR 2  | CTLL 2  |
| 7     | CA Caja Alicante                              | CALI   | HGTL 3½ | CLBR 1½ | CGLP 2½ | UGAB ½  | STCZ 1  | ALFX 3  | CPEC 3  | RGST 3  |
| 8     | Club 24 Madrid                                | C24M   | UNED 2  | ENSA 1½ | CLBR ½  | CGLP 2  | RGST 1½ | CPEC 1½ | ORSE 2½ | CANV 4  |
| 9     | Stadium Casablanca Zaragoza S.d.A.            | STCZ   | CANR 0  | HGTL 2½ | CANV 2½ | CCRE 3½ | CALI 3  | CLBR ½  | CFXA 3½ | VBCN 1½ |
| 10    | Marlaxka XE                                   | MRLX   | CANV 3  | CTLL 1  | CPEC 1½ | POLM 3½ | CFXA 2  | RGST 3½ | UGAB 1  | CANR 1  |
| 11    | C Penya d’Escacs Cerdanyola                   | CPEC   | BPCE 4  | CANR 0  | MRLX 2½ | ENSA 2  | CGLP 1½ | C24M 2½ | CALI 1  | CFXA 2½ |
| 12    | CA Ensidesa Avilés                            | ENSA   | CCRE 2½ | C24M 2½ | ORSE 2½ | CPEC 2  | CTLL ½  | CLHR 3  | VBCN ½  | UNED 2  |
| 13    | Peña Oromana Alcalá de Guadaira               | ORSE   | ALFX 3  | UGAB 1  | ENSA 1½ | RGST 1½ | CLHR 1½ | CCRE 2  | C24M 1½ | HGTL 3½ |
| 14    | RC Regatas Santander                          | RGST   | VBCN ½  | POLM 1½ | HGTL 3½ | ORSE 2½ | C24M 2½ | MRLX ½  | CLHR 3  | CALI 1  |
| 15    | Universidad Nacional de Educación a Distancia | UNED   | C24M 2  | CCRE 1½ | ZAMO 2  | CANV 2½ | BPCE 2  | POLM 2  | HGTL 3  | ENSA 2  |
| 16    | CA Polerio Menorca                            | POLM   | CLBR ½  | RGST 2½ | BPCE 2½ | MRLX ½  | ALFX 2  | UNED 2  | ZAMO 2½ | CLHR 2  |
| 17    | Club Calahorrano de Ajedrez                   | CLHR   | UGAB 1  | ALFX 1½ | CFXA 2  | BPCE 3  | ORSE 2½ | ENSA 1  | RGST 1  | POLM 2  |
| 18    | CA Casco Antiguo Navarra                      | CANV   | MRLX 1  | CFXA 1  | STCZ 1½ | UNED 1½ | HGTL 3  | ZAMO 2  | CCRE 4  | C24M 0  |
| 19    | CA Alfonso X El Sabio                         | ALFX   | ORSE 1  | CLHR 2½ | CCRE 2½ | CFXA 1  | POLM 2  | CALI 1  | BPCE 2  | ZAMO 2  |
| 20    | Círculo Ferrolán de Xadrez                    | CFXA   | CTLL 1  | CANV 3  | CLHR 2  | ALFX 3  | MRLX 2  | CGLP ½  | STCZ ½  | CPEC 1½ |
| 21    | Club Cacereño de Ajedrez                      | CCRE   | ENSA 1½ | UNED 2½ | ALFX 1½ | STCZ ½  | ZAMO 2½ | ORSE 2  | CANV 0  | BPCE 3  |
| 22    | CA Zamora                                     | ZAMO   | CGLP 0  | BPCE 1  | UNED 2  | HGTL 2  | CCRE 1½ | CANV 2  | POLM 1½ | ALFX 2  |
| 23    | CA Bolas de Plata Ceuta                       | BPCE   | CPEC 0  | ZAMO 3  | POLM 1½ | CLHR 1  | UNED 2  | HGTL ½  | ALFX 2  | CCRE 1  |
| 24    | CA Hergauto Toledo                            | HGTL   | CALI ½  | STCZ 1½ | RGST ½  | ZAMO 2  | CANV 1  | BPCE 3½ | UNED 1  | ORSE ½  |

## Die Meistermannschaft
| 1.            | CA La Caja de Canarias |
| Schachfiguren | Iván Morovic, Miguel Illescas Córdoba, José García Padrón, Juan Pedro Domínguez Sanz, Ángel Fernández Fernández, Octavio Pérez Montesdeoca. |